# 底抜け慰問屋行ったり来たり
『底抜け慰問屋行ったり来たり』（原題：The Geisha Boy）は、1958年に公開されたアメリカ合衆国のコメディ映画。ジェリー・ルイス主演による「底抜けシリーズ」の一作である。
本作はスザンヌ・プレシェットの映画デビュー作となった。ルイスは以前、パラマウント・シアターにてスザンヌの父の下で案内役として働いた経験があり、彼女がオーディションを受けた際、ルイスは信じられない思いでジーンにオファーの電話をかけたという。
出演者の一人に早川雪洲がおり、早川が出演した『戦場にかける橋』をパロディで再現する場面がある。

## キャスト
※括弧内は日本語吹替（テレビ版・ソフト未収録）
- ギルバート・ウーリー：ジェリー・ルイス（里見たかし）
- ローラ・リビングストン：マリー・マクドナルド（佐原妙子）
- 君子：ノブ・マッカーシー（芝田清子）
- リッジリー少佐：バートン・マクレーン（千葉耕市）
- ペティ：スザンヌ・プレシェット（沢田敏子）
- 君子の父／シキタ：早川雪洲（藤本譲）
- 君子の甥／ミツオ：ロバート・平野（内海敏彦）
- イチヤマ：出村竜三
- 野球選手達：ロサンゼルス・ドジャース
  - その他吹替：城山堅、西山連、佐奈田恒夫、藤城裕士、石森達幸

## スタッフ
- 監督・脚本：フランク・タシュリン
- 製作：ジェリー・ルイス
- 撮影：ハスケル・ボッグス
- 編集：アルマ・マクロリー
- 音楽：ウォルター・シャーフ

日本語版
- 演出：本田保則
- 翻訳：古賀牧彦
- 効果：TFCグループ
- 選曲：金子昭
- 制作：東北新社